# Momia de Tutankamón
La momia de Tutankamón se reveló el 28 de octubre de 1925, después de que el egiptólogo inglés Howard Carter y su equipo retiraran la tapa del tercer y último sarcófago del ajuar funerario, que había estado sellado durante 3300 años en la tumba KV62 del Valle de los Reyes. El primer peldaño que conduce al enterramiento se había descubierto casi tres años antes, el 4 de noviembre de 1922. Este significó uno de los mayores descubrimientos arqueológicos de la historia.
Tutankamón fue el decimoprimer faraón de la Dinastía XVIII del Imperio Nuevo en el Antiguo Egipto, por lo que su momia tiene más de 3300 años. Tras el descubrimiento del cuerpo, surgió mucho debate respecto a la causa exacta de la muerte del joven rey. Esto dio lugar a numerosos estudios y procedimientos médicos realizados sobre sus restos hasta la década de 2010; y gracias al avance de la tecnología médica se pudo averiguar la verdadera edad, genealogía, y causa de la muerte del joven faraón. Surgieron teorías que afirmaban su muerte a causa de una herida de batalla o un golpe en la cabeza. Pero los estudios científicos realizados entre 1990 y 2010 revelaron que el joven rey padeció de osteonecrosis, enfermedad que fue empeorada con la malaria causándole la muerte.

## Trasfondo
Tutankamón fue el undécimo faraón de la Dinastía XVIII del Imperio Nuevo; sin embargo, las fechas exactas de su reinado no están claras. Una estimación aproximada es que gobernó sobre el Antiguo Egipto entre 1355 y 1346 a. C. Después de un examen inicial de la momia de 3300 años, se estimó que Tutankamón era un adolescente de entre 17 a 19 años de edad al momento de su muerte. Por lo que se cree que se convirtió en rey con no más de diez años de edad, muchos se refieren a él como el "joven rey" o "niño rey". Durante su reinado se dedicó a la restauración de los estamentos religiosos y políticos egipcios; su padre y antecesor Akenatón había alterado muchos aspectos culturales de Egipto durante su reinado con la instauración de un culto solar único a Atón y la fundación de la nueva capital en Amarna, y justamente una de las muchas políticas de restauración de Tutankamón fue devolverle a Tebas su estatus de capital abandonando Amarna.

## Descubrimiento de la momia

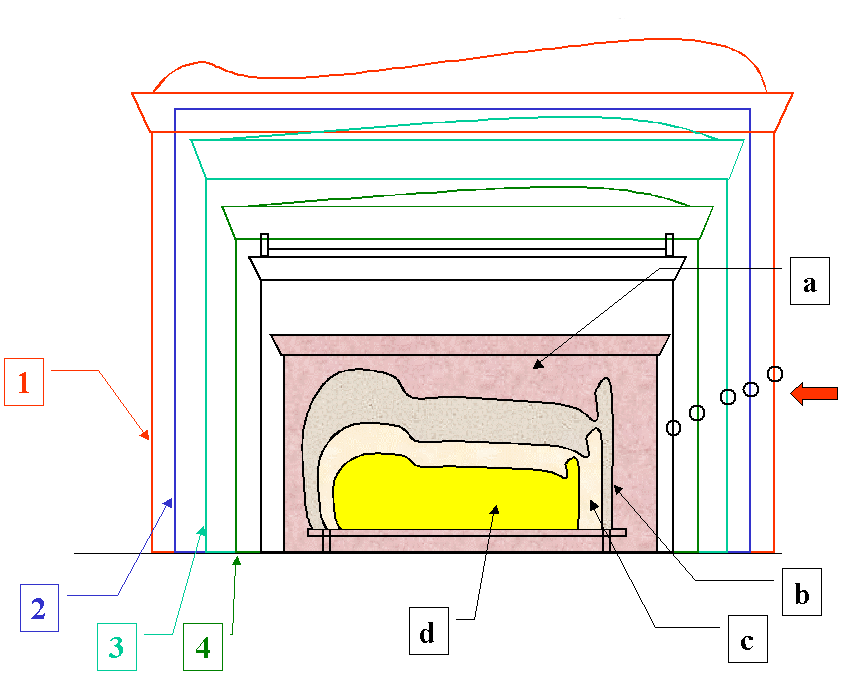
Protección de la momia del rey:
Capillas doradas: 1, 2, 3, 4 y 5
Sarcófago de cuarcita: a
Ataúdes antropomorfos: b, c, y d

El Valle de los Reyes fue la necrópolis real del Imperio Nuevo; en este lugar fueron enterrados los faraones de las dinastías XVIII, XIX y XX y algunos otros miembros de la nobleza. La razón de ser enterrados allí fue su ubicación oculta y alejada, como solución a los robos de tumbas que eran un problema constante desde los tiempos más remotos. Sin embargo, su ubicación no se mantuvo en secreto por mucho tiempo y la mayoría de las tumbas fueron robadas y/o dañadas. Incluso la primera cámara de la tumba de Tutankamón sufrió un robo, pero gran parte del ajuar funerario quedó intacto, incluyendo la cámara funeraria principal que no lograron abrir.
Bajo el auspicio de George Herbert, quinto conde de Carnarvon, comúnmente llamado Lord Carnarvon, Howard Carter y su equipo iniciaron sus trabajos en Egipto en 1922, con el objetivo de descubrir la tumba de Tutankamón. Debido a recientes descubrimientos durante ese tiempo en un área en particular del Valle de los Reyes, Carter tenía una idea de dónde podría encontrar la tumba del joven rey. Theodore M. Davis, un arqueólogo contemporáneo a Carter, descubrió una cerámica con el nombre de Tutankamón a poca distancia de donde más tarde se encontraría el primer peldaño hacia la tumba KV62, el 4 de noviembre de 1922.
Días después de abrir la cámara funeraria principal, Carter, en compañía de sus ayudantes y un fotógrafo, inició con desarmar metódicamente la capilla funeraria de madera chapada en oro que envolvía el sarcófago del faraón. El trabajo inició la mañana del 13 de octubre de 1925 y culminó el 22 del mismo mes. El día 23, abrió el sarcófago y separó los ataúdes medios hechos de madera, encontrándose con varias capas de una tela rojiza que envolvía el último ataúd, adornado con un collarete floral cosido en papiro ubicado en el pecho. El día 24, se tomaron las fotografías de esta etapa. Carter describió su ansiedad en su diario:

No fue hasta que se hicieron estos registros fotográficos, que fui capaz de quitar la cubierta de lino e inspeccionar por primera vez el sarcófago principal. La extracción del revestimiento fue una operación simple en comparación con los otros que hemos tenido que encarar, pero lo que me reveló fue un hecho sorprendente al saber que este sarcófago está hecho de oro sólido.

Carter también detalló que la segunda ofrenda floral que se veía en buenas condiciones sobre el ataúd, se desintegró apenas la tocó. El día 25 se trasladó el sarcófago al suelo de la cámara funeraria para lo cual se requirieron 8 hombres. Los días 26 y 27 desunieron los tres ataúdes. Finalmente el día 28, abrió la tapa del ataúd de oro y se encontró con la momia y su máscara funeraria.

La momia del joven rey estaba cuidadosamente envuelta con el oro de la máscara, de expresión triste pero tranquila, que simboliza a Osiris (...) como yace en el ataúd debe haber sido un joven alto; desde la parte superior de la máscara funeraria hasta las extremidades inferiores mide 6 pies. En la garganta de la máscara de oro, bellamente labrada con semblante juvenil, se encuentran tres de collares con cuentas de oro macizo, más abajo sobre las manos cruzadas se encuentra un escarabajo (...) De las manos hacia abajo, la momia real ha sido cubierta por una libación que ha oscurecido los vendajes y oculta los detalles de la bandas de oro con incrustaciones que llevan textos y un filo con hileras de perlas (...) la emanación de humedad ha causado cierto deterioro.

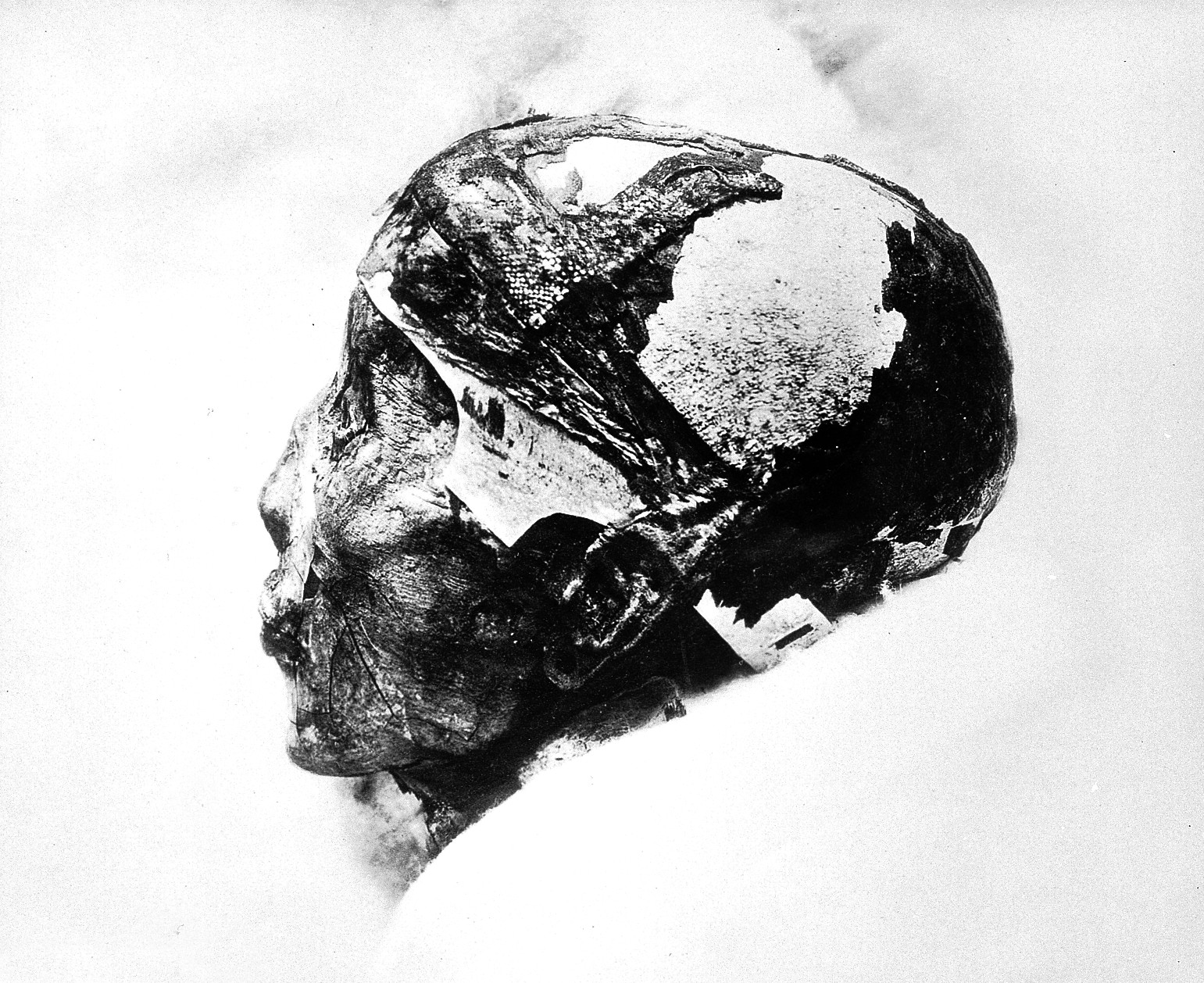
Cráneo (de perfil) de Tutankamon

Los días 29, 30 y 31 se tomaron las fotografías y se catalogaron las piezas presentes sobre la momia. Carter intentó repetidamente extraer la máscara funeraria, pero estaba pegada al fondo del ataúd debido a la libación negra que fue el ungüento de embalsamado, por lo que el 1 de noviembre trasladó el ataúd al sol durante unas horas, con el fin de que el aceite se tornara más blando; no obtuvo resultados favorables. Encomendó, entonces, los estudios de laboratorio con diversos especialistas con la momia dentro del ataúd entre los días 3 y 18 de noviembre, concluyendo sus estudios de campo sobre la momia el 19 de noviembre. Años después, Zahi Hawass indicó que Carter, en su obsesión de retirar la máscara funeraria del cuerpo, dañó el cráneo y sacó parte de la caja toráxica, que tuvo que rellenar con paños. El cráneo tuvo que ser reconstruido por expertos.
Los resultados de los primeros exámenes de laboratorio sobre la momia arrojaron una talla que rondaba el 1,70 m. con la columna vertebral ligeramente curvada (escoliosis). Se encontraron pequeños fragmentos de hueso de cráneo en el interior de este, y una lesión fue descubierta en el lado izquierdo de la mandíbula, pero debido a que la cavidad torácica se había rellenado con envoltorios, se hizo un examen menos detenido.

## Estudios posteriores

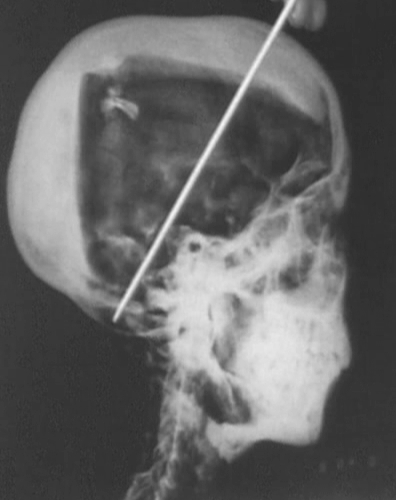
Cráneo analizado con rayos X

Desde los estudios realizados bajo la supervisión de Carter ha habido tres importantes exámenes adicionales realizados con técnicas y equipos médicos más modernos.
Radiografías realizadas en 1968
En 1968, R.G. Harrison, profesor de anatomía, utilizó una máquina de rayos X portátil para tener una mejor visión de la conformación interna de la momia y así determinar mejor la edad y la causa de la muerte de Tutankamón. Uno de los hallazgos más anormales fue que el esternón —hueso del pecho— y la mayor parte de las costillas frontales faltaban. La eliminación de estos huesos no era parte del proceso de momificación normal, lo que llevó Harrison a creer que podrían haber sido eliminados porque estaban muy dañados antes de su muerte. Harrison descubrió rápidamente que Carter no fue tan cuidadoso como dijo en muchas de sus notas personales. La momia no fue reenvuelta después de 1926, lo que llevó a un mayor deterioro debido a los elementos externos extremadamente calientes durante cuarenta y dos años. También parte de la piel y el esqueleto fue dañado con el fin de extraer la joyería. Ambas manos estaban cortadas, las dos piernas fueron retiradas de la pelvis, y la cabeza fue separada del cuerpo con el fin de obtener la máscara. Aún más notable es que la oreja derecha del rey y el pene faltaban, pero las fotografías de Carter muestran que ambos estaban presentes durante el examen. Harrison cree que la curva leve en la columna vertebral y los pequeños fragmentos de hueso podría haber sido el resultado del proceso de embalsamamiento. La lesión en la mandíbula izquierda mostró signos de curación que ocurrieron antes de su muerte, también una de sus piernas se había roto, pero no se pudo determinar si ocurrió de forma natural o como resultado del embalsamamiento o el examen de Carter. El hecho de que se descubrieron fragmentos de cráneo llevó a muchos a suponer que el rey fue asesinado por un golpe en la cabeza, pero la radiografía no podía apoyar o desacreditar esa teoría.
Tomografía computarizada de 2005
El 15 de enero de 2005, bajo la dirección del Dr. Madeeha Hhattab, decano de la Facultad de Medicina de la Universidad de El Cairo, Tutankamón fue retirado de la tumba y se le realizó una TC (tomografía computarizada). La exploración permitió la reconstrucción forense precisa de su cuerpo y rostro, así como una prueba más de la causa de muerte. Las pruebas demostraron que no había lesión traumática en la cabeza, se halló también una pequeña fisura palatina que fue probablemente desapercibida, mientras que la forma alargada de su cráneo estaba dentro del rango normal y parecía ser un rasgo de familia. Con base en la madurez ósea y sus muelas del juicio, la edad de Tutankamón fue de 19 años de edad en el momento de su muerte. La tomografía computarizada demostró que Tutankamón gozaba de buena salud y no mostró ningún indicio de convalecencia a largo plazo. El estudio concluyó que no fue asesinado de una lesión traumática en la cabeza, pero un asesinato no violento aún no podría ser descartado.
Pruebas de ADN entre 2007 y 2009

Árbol genealógico de Tutankamón.

De septiembre de 2007 a octubre de 2009, 11 momias reales de la dinastía XVIII del Imperio Nuevo relacionadas con Tutankamón se sometieron a pruebas exhaustivas de genética y radiología. Un equipo de médicos, bajo la dirección del Dr. Zahi Hawass, tomó muestras de ADN del tejido óseo de las momias para determinar un árbol genealógico de la familia, y hallar alguna enfermedad patológica que causó la muerte de Tutankamón. El estudio fue capaz de proporcionar un árbol genealógico de cinco generaciones, revelando que las momias de la tumba KV55 y "La dama joven" de la tumba KV35 fueron identificadas como los padres de Tutankamón. Se cree que la tumba KV55 fue la sepultura del cuerpo de Akenaton y en la KV35, la momia de la mujer joven era una de sus hermanas menores, Nebetta o Beketatón, porque Tutankamón era hijo de hermanos plenos: tanto la madre como el padre eran hijos de Amenhotep III y su esposa Tiy. Se descubrió que la familia de Tutankamón tenía un gran número de irregularidades genéticas. Cuatro de las momias, incluyendo Tutankamón, muestran que sufrieron malaria. Sobre la base de todos los datos, el estudio llegó a la conclusión de la causa más probable de la muerte del joven rey: la combinación de osteonecrosis y malaria. El hecho de que se encontraran numerosos bastones y medicamentos para la fiebre en la tumba han respaldado estas conclusiones.
Además de la osteonecrosis, sus pies eran deformes, el derecho plano con hipofalangismo y el izquierdo equinovaro; las dificultades para desplazarse seguramente aumentarían el riesgo de caídas, de lo que es prueba la cicatriz en el mentón y la pierna izquierda rota con una herida abierta en la rodilla. De hecho, su débil condición le impidió superar el episodio de malaria sufrido mientras se recuperaba de este último accidente, y la rodilla no estaba en proceso de curarse, sino iniciando una infección al momento del deceso.

## Especulación sobre su muerte

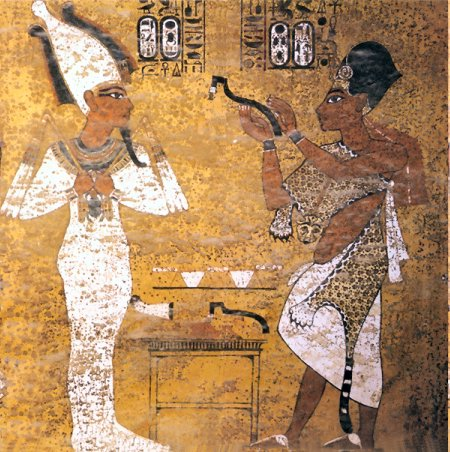
Tutankamón y Ay, este ha sido sindicado en muchas teorías conspirativas como el autor intelectual de la muerte del joven rey.

Desde el descubrimiento de la momia de Tutankamón, surgieron especulaciones y teorías acerca de la causa exacta de la muerte. Si bien es un tema ampliamente debatido entre egiptólogos, este también se ha extendido al público en general mediante teorías de conspiración que se han mostrado en películas, programas de televisión y libros de ficción. Hay egiptólogos de amplia trayectoria, así como profesionales formados en otros campos que han dedicado mucho tiempo a la investigación Tutankamón y que tienen diferentes ideas acerca de su muerte. Algunos han destacado por sus teorías, desvirtuando incluso las nuevas evidencias científicas. Algunas de las teorías más divulgadas son:
Bob Brier
Bob Brier, un egiptólogo que se especializa en Paleopatología, utilizó pruebas de la condición de la momia incluyendo los fragmentos de cráneo, así como otros datos históricos de la época para ilustrar su creencia de que Tutankamón fue asesinado por su virrey o chaty, quien se levantó para matarlo cuando el joven faraón fue capaz de gobernar de manera autónoma.
Paul Doherty
Paul Doherty, un historiador británico que ha escrito varios artículos y libros sobre  el antiguo Egipto, utiliza evidencia física recogida sobre la momia para postular la teoría de que Tutankamón sufría del síndrome de Marfan. Cree que heredó genéticamente la enfermedad que finalmente lo llevó a su muerte.
Michael R. King
Al igual que Doherty, Michael R. King, un detective con mucha experiencia en el estudio de Tutankamón, y el analista del FBI Gregory M. Cooper, se reunieron con un egiptólogo para postular la teoría del asesinato del joven faraón. Con el uso de la evidencia forense y su experiencia en la criminología, llegaron a la conclusión de que es probable que fuera asesinado por uno de sus asesores más cercanos, Ay. Ay sucedió en el trono a Tutankamón, por lo que este fue el motivo para el asesinato.
Cristian Timmann y Christian Meyer
Timmann y Meyer, médicos y científicos del Instituto Bernhard Nocht de Medicina Tropical de Hamburgo, Alemania, han utilizado la prueba médica más reciente realizada a la momia de Tutankamón por el Dr. Hawass y concluyeron que Tutankamón no murió de una combinación de enfermedad ósea y la malaria, en su lugar plantearon la anemia de células falciformes. Creen que esta enfermedad resultó fatal cuando Tutankamón también contrajo la malaria severa que fue mortal en el Antiguo Egipto. Concluyeron que debido a un gen recesivo de células falciformes, el rey no fue inmune a la malaria severa, lo que habría sido fatal.

## Relevancia de su descubrimiento

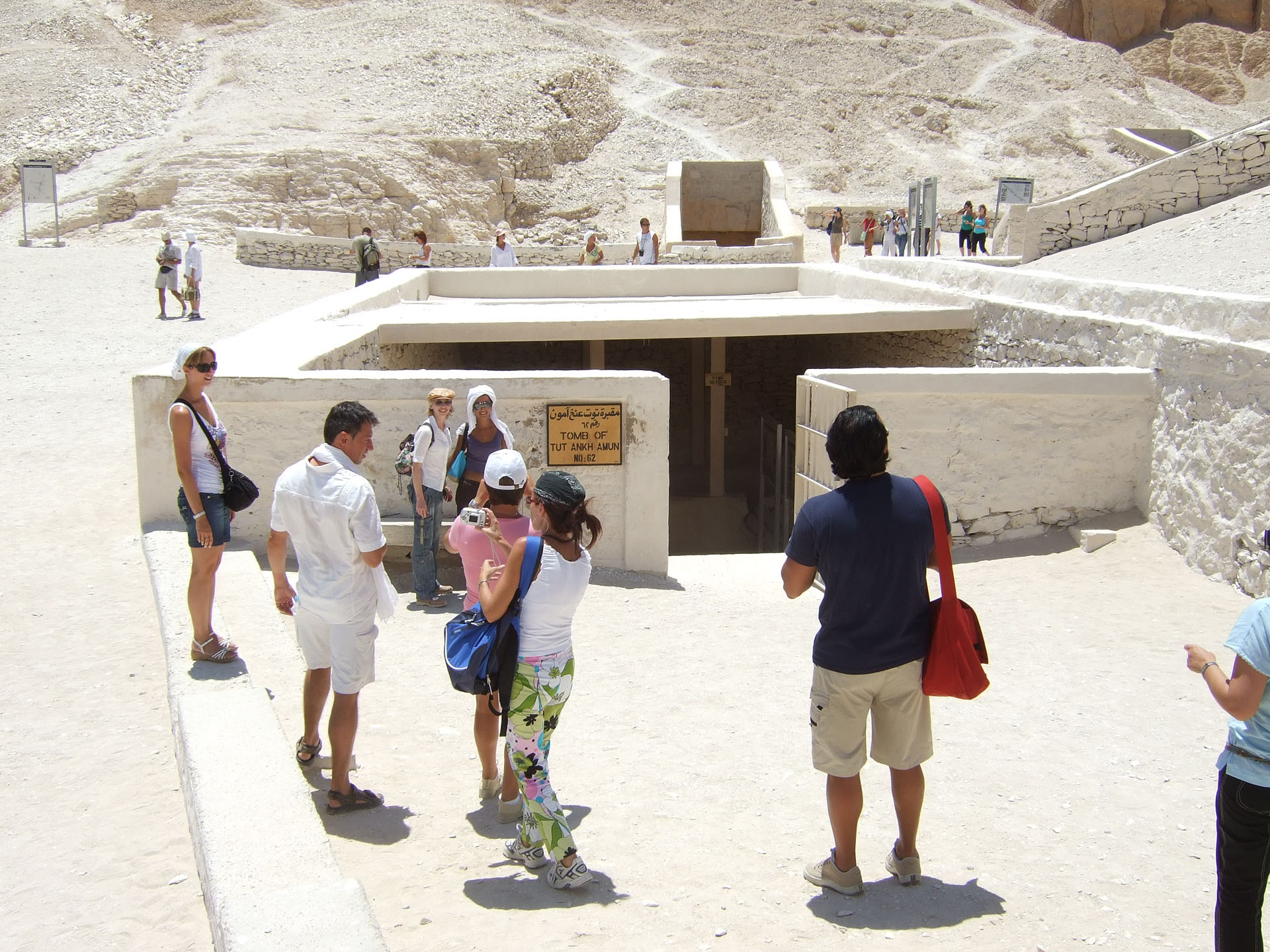
La tumba de Tutankamón es la más visitada en el Valle de los Reyes.

La línea de sangre real de la familia de Tutankamón terminó con la muerte del joven faraón, y eso produjo cuestionamientos sobre la legitimidad de los siguientes gobernantes. Su tumba fue la única que a pesar de haber sido saqueada no lo fue en exceso, lo que permitió a Carter descubrir muchos objetos y a la momia intacta. Mostrando así, y con todo detalle, la visión de los entierros reales y el estilo de vida de un faraón durante el Imperio Nuevo. Desde su descubrimiento y debido a su popularidad, las pruebas de ADN realizadas sobre él y otras momias de su tiempo permitieron formar un árbol genealógico de cinco generaciones de la realeza durante la dinastía XVIII. Debido a su muerte inesperada fueron pocos los grabados acerca de su vida incluyendo registros que se perdieron durante los 3200 años hasta el descubrimiento de su momia. Gracias a los estudios con tecnología moderna, existen pruebas sólidas en cuanto a la causa de la muerte del faraón, y con ello uno de los misterios más populares de Egipto parece haber sido resuelto.
Actualmente la momia yace en la tumba KV62, siendo la única momia de un faraón que ha sido devuelta al lugar de su entierro después de su descubrimiento.